# Lærkespurv
Lærkespurv (latin: Chondestes grammacus ) er en fugleart, der lever i Nordamerika til Mexiko.

## Eksterne henvisninge
- Wikimedia Commons har flere filer relateret til Lærkespurv

- Taksonomi fra Wikispecies

| Fugl | Spire Denne artikel om fugle er en spire som bør udbygges. Du er velkommen til at hjælpe Wikipedia ved at udvide den. |